# Survive This
Survive This é uma banda assinada com Epitaph. Eles lançaram seu álbum de estréia em 2013, The Life You've Chosen produzido por Ronnie Radke e Ryan Ogren.  Em 18 de setembro lançara seu video clipe "Where I Belong" com participação de Ronnie Radke.